# Simfonia núm. 1 (Holmboe)
La Simfonia núm. 1, op. 4, va ser composta pel compositor danès Vagn Holmboe el 1935. Es va estrenar el 21 de febrer de 1938 en un concert a Aarhus per l'orquestra de la ciutat d'Aarhus (avui l'Orquestra Simfònica d'Aarhus), dirigida per Thomas Jensen. Amb una durada d'uns 16 minuts, aquesta és la més curta de les 13 simfonies del compositor.

## Moviments
Consta de tres moviments:
- I. Allegro
- II Andante
- III Allegro energico

## Origen i context
Després d'estudiar breument composició amb Ernst Toch a Berlín i Honegger més tard a París, entre d'altres, va tornar a Dinamarca i va començar a treballar en la Primera Simfonia. Composta entre juny i setembre de 1935, es tracta d'una obra del modernisme danès en tres moviments lleugers amb una línia austera.

## Instrumentació
La simfonia va ser escrita per a una orquestra de petites dimensions formada per 1 flauta, 1 oboè, 1 clarinet, 1 fagot, 1 trompa, 1 trompeta, 1 trombó, timbales, percussió i cordes.